# فرانز ماغنوس بوهمه
فرانز ماغنوس بوهمه (بالألمانية: Franz Magnus Böhme)‏ هو ملحن ألماني، ولد في 11 مارس 1827 في Willerstedt ‏ في ألمانيا، وتوفي في 18 أكتوبر 1898 في درسدن في ألمانيا.

## وصلات خارجية
- فرانز ماغنوس بوهمه على موقع ميوزك برينز (الإنجليزية)